# Bartolomé Camacho Zambrano
Bartolomé Camacho Zambrano (Villafranca de los Barros, Badajoz, 1510 -?) fue un conquistador español, un extremeño que participó en la conquista de Colombia al mando de Gonzalo Jiménez de Quesada. Luego siguió con el capitán Gonzalo Suárez Rendón  en la conquista del territorio y la fundación de la ciudad de Tunja. 

## Biografía
Bartolomé Camacho Zambrano nació en 1510 en Villafranca de los Barros (Badajoz) y era hijo de Juan Martín Camacho Sabidos y Elvira González Zambrana. Llegaba a Santa Marta (Colombia) el 1 de abril de 1535 en la expedición del gobernador Pedro Fernández de Lugo. Poco tiempo después formaba parte de la exploración, que al mando de Gonzalo Jiménez de Quesada, reconocería el sur de la actual Colombia.

## Exploración accidentada
Mientras Jiménez de Quesada iba por tierra con un pelotón de setenta hombres a caballo, por el río Magdalena navegaban 730 hombres en 5 naves; después de subir las naves por el río hasta Barrancabermeja allí se acababa la navegación y todos los que conformaban la expedición empezaban a subir hacia la serranía tomando el cauce del río Opón. Al fin lograban alcanzar la altiplacie andina, cerca de donde se encuentra la ciudad de Vélez.
Antes de dejar el cauce del río Magdalena, como las privaciones eran  muchas y el hambre que padecían los expedicionarios era de grandes proporciones Bartolomé Camacho, que acompañaba por tierra a Jiménez de Quesada, alcanzó a ver en la orilla opuesta del río una canoa llena de provisiones que llevaban cuatro indios para sustento de su tribu.
Sin vacilar un momento, Bartolomé Camacho decidió apoderarse de aquella canoa; él solo se tiró al río para no poner en peligro la vida de los demás, y luchando con la corriente llegó hasta la otra orilla, se enfrentó con los cuatro indios, los venció, como pudo los ató y remando por las turbulentas aguas, regresó con la apetecida canoa, con los que los hombres que llevaba  Jiménez de Quesada pudieron matar el hambre durante unos días.

## Fundador de ciudades
De los 800 hombres que habían salido de Santa Marta con Jiménez de Quesada, después de pasar contratiempos y privaciones, solamente 170 hombres llegaban vivos hasta la comarca de la cordillera andina, donde después de dos años y crudos enfrentamientos con los naturales, fundaban la ciudad de Santa Fe de Bogotá, el 6 de agosto de 1538. 
Materializada la ciudad de Bogotá y pacificada la comarca, al año siguiente Bartolomé Camacho, acudía a la conquista del territorio y a la fundación de la ciudad de Tunja el 6 de agosto de 1539 con el capitán Gonzalo Suárez Rendón que, después de enormes esfuerzos y sonadas batallas, conseguían dominar a los organizados aborígenes de aquella comarca y fundar la ciudad. Ciudad que fue fundada y poblada por varios extremeños que dejaron larga y honrosa descendencia.
Todos los españoles que participaron en la conquista y fundación de Tunja, salieron altamente beneficiados con el reparto de los cuantiosos tesoros que encontraron en el Templo de Sol, y a Bartolomé Camacho le correspondió una parte extraordinaria porque ya era capitán en aquellas fechas. En el reparto de solares, a Bartolomé Camacho le asignaban uno para que edificara su casa, edificación que llevó a cabo en el tiempo que le dejaban libre los compromisos castrenses.
Bartolomé Camacho se había casado en Villafranca con Isabel Pérez de Cuellar, y una vez que se ubicó definitivamente en Tunja, reclamaba a su mujer con la que tuvo tres hijas: Anastasia, Elvira e Isabel.